# Múscul ilíac
El múscul ilíac (musculus iliacus) és un múscul pla i triangular que omple la fossa ilíaca.
L'ilíac sorgeix de la fossa ilíaca –al costat interior de l'os del maluc–, i també de la regió de l'espina ilíaca anteroinferior. Amb el psoes major forma el psoes ilíac, múscul que continua a través de l'eminència iliopúbica per inserir-se en el trocànter menor del fèmur. Les seves fibres s'insereixen sovint davant de les dels psoes major i s'estén distalment sobre el trocànter menor.
Com a part dels psoes ilíac, l'ilíac és important per a l'elevació (flexió) del fèmur cap endavant. En els moviments en els que el psoes ilíac doblega el tronc cap endavant i poden aixecar el tronc ded d'una posició de descans (per exemple, abdominals). Des del seu origen fins a la pelvis menor l'ilíac actua exclusivament en l'articulació del maluc.
Els Iliopsoas està innervat pel nervi femoral i per les branques directes del plexe lumbar.

## Imatges

Posició del múscul ilíac (en vermell). Animació.
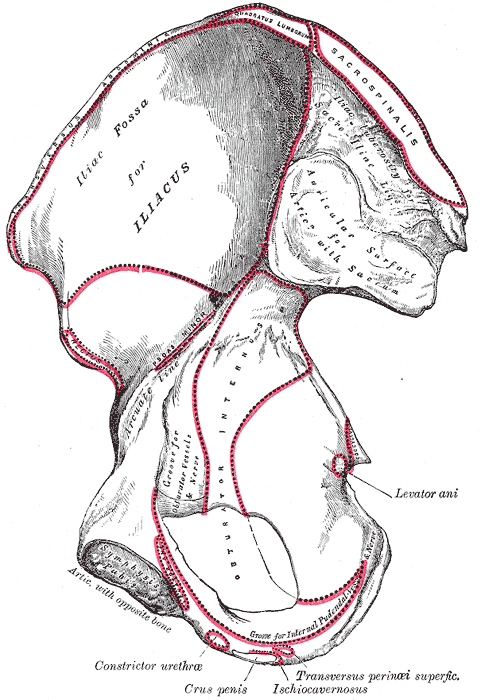
Maluc dret. Superfície interna. La fossa ilíaca és visible a dalt a l'esquerra.